# Climate Pledge Fund
O Climate Pledge Fund é uma divisão da Amazon, criada para desenvolver e gerenciar investimentos no espaço de tecnologia climática, como parte de sua iniciativa Climate Pledge. É um fundo de capital de risco corporativo.

## História
O Climate Pledge Fund investe em empresas em fase inicial focadas na descarbonização ou em tecnologias e serviços sustentáveis. O fundo faz parte da iniciativa Climate Pledge da Amazon com o grupo de defesa do clima Global Optimism. Foi financiado com um valor inicial de US$2 bilhões em junho de 2020.

## Investimentos notáveis

### Investimentos em 2020
- Redwood Materials - processos e tecnologias para reciclagem de baterias de íons de lítio e produção de materiais de baterias a partir de elementos recuperados [1]
- Rivian - montadora de veículos elétricos [1]
- Turntide Technologies - tecnologias de motor de eficiência ideal para controles de edifícios (por exemplo, ventilação, iluminação) [1]
- CarbonCure Technologies - Fabricante de concreto com baixo teor de carbono [1]
- Pachama - tecnologia de verificação de compensação de carbono [1]
- ZeroAvia - aeronave elétrica a hidrogênio compartilhada [2]

### Investimentos em 2021
- BETA Technologies - Fabricante de aeronaves verticais elétricas [3]
- ION Energy - plataforma inteligente de gerenciamento de bateria para o setor automotivo [4]
- CMC Machinery - projeto e fabricação de caixas de tamanho personalizado [5]
- Resilient Power – infraestrutura de recarga de veículos elétricos [5]
- Infinium - Combustíveis de ultra baixo carbono para transporte global [5]
- Hippo Harvest - agricultura em ambiente controlado [6]
- Amogy - combustível à base de amônia com emissão zero para transporte pesado, começando pelo transporte marítimo [6]

### Investimentos em 2022
- Ambient Photonics - células solares de alta densidade de potência para dispositivos domésticos inteligentes e eletrônicos de consumo. [7]